# William S. Moorhead

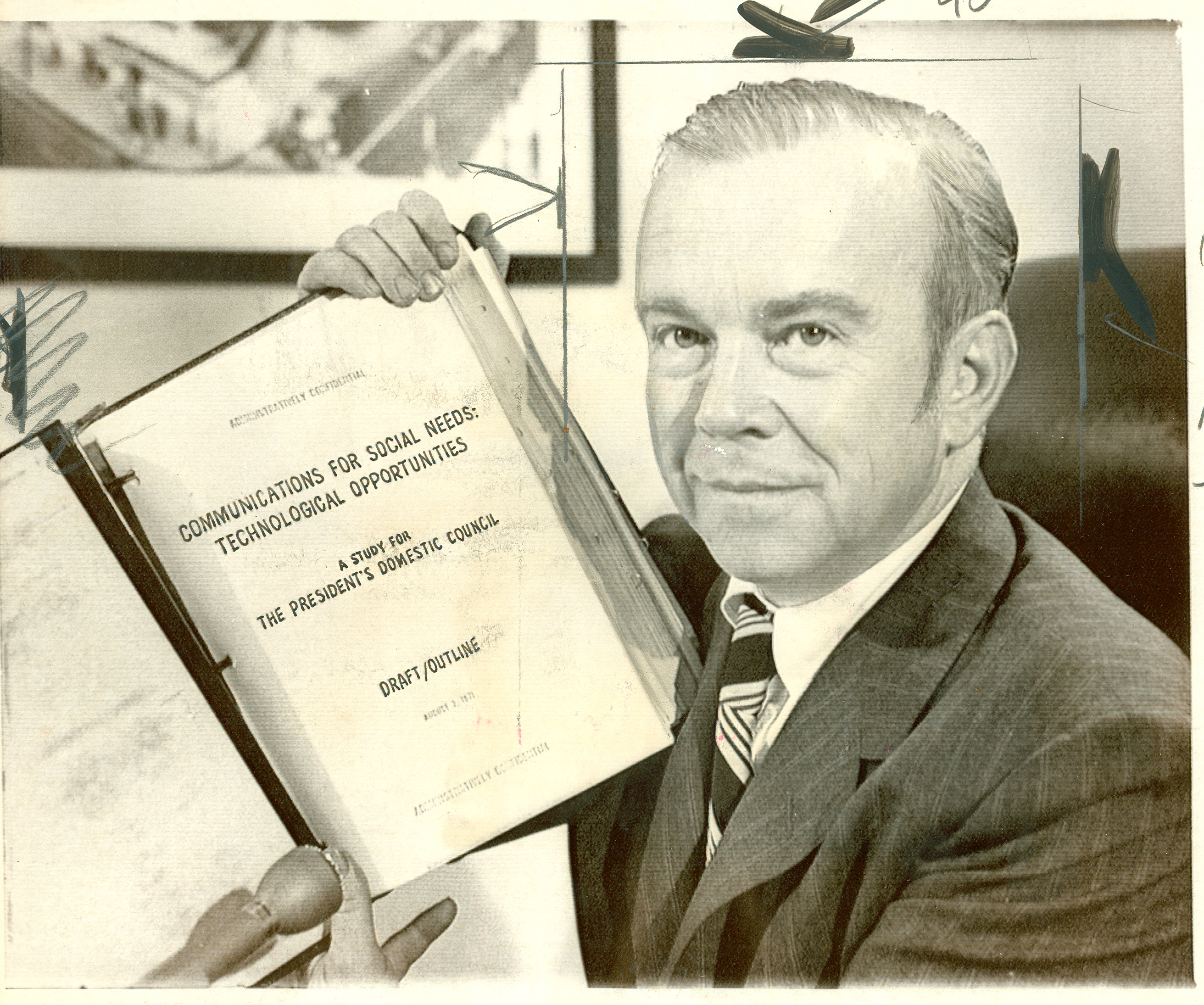
William S. Moorhead

William Singer Moorhead (* 8. April 1923 in Pittsburgh, Pennsylvania; † 3. August 1987 in Baltimore, Maryland) war ein US-amerikanischer Politiker. Zwischen 1959 und 1981 vertrat er den Bundesstaat Pennsylvania im US-Repräsentantenhaus.

## Werdegang
William Moorhead besuchte die Shady Side Academy und danach bis 1941 die Phillips Academy. Danach studierte er an der Yale University. In den Jahren 1943 bis 1946 diente er während des Zweiten Weltkrieges in der US Navy im Pazifischen Ozean. Nach einem anschließenden Jurastudium an der Harvard University und seiner 1949 erfolgten Zulassung als Rechtsanwalt begann er in Pittsburgh in diesem Beruf zu arbeiten. Von 1954 bis 1957 gehörte er als Assistant City Solicitor zu den städtischen Anwälten der Stadt Pittsburgh; von 1956 bis 1958 war er für die Baubehörde (Housing Authority) im Allegheny County tätig.
Politisch war Moorhead Mitglied der Demokratischen Partei. Bei den Kongresswahlen des Jahres 1958 wurde er im 28. Wahlbezirk von Pennsylvania in das US-Repräsentantenhaus in Washington, D.C. gewählt, wo er am 3. Januar 1959 die Nachfolge von Herman P. Eberharter antrat. Nach zehn Wiederwahlen konnte er bis zum 3. Januar 1981 elf Legislaturperioden im Kongress absolvieren. Seit 1963 vertrat er dort als Nachfolger von George M. Rhodes den 14. Distrikt seines Staates. In seine Zeit als Kongressabgeordneter fielen unter anderem der Höhepunkt und die Endphase der Bürgerrechtsbewegung, der Vietnamkrieg sowie im Jahr 1974 die Watergate-Affäre.
Im Jahr 1980 verzichtete William Moorehaed auf eine weitere Kongresskandidatur. Nach dem Ende seiner Zeit im US-Repräsentantenhaus praktizierte er in der Bundeshauptstadt Washington als Anwalt. Er starb am 3. August 1987 in Baltimore.